# ウンビビウム
ウンビビウム (羅: Unbibium) は、原子番号122にあたる未発見 の超重元素に付けられた一時的な仮名（元素の系統名）である。この名称と記号はそれぞれ系統的なIUPAC名の記号であり、元素が発見され、確認され、恒久的な名前が決定されるまで使われる。トリウムの下に位置することから「エカトリウム」(羅: eka-thorium) とも呼ばれる。

## 性質
2番目の超アクチノイド元素(superactinide)および4番目の第8周期元素であることが予想されている。ウンビウニウムと同様に、安定の島の領域にあり、さらなる安定性を持つ同位体もあると予測されている。特に306Ubbは中性子の魔法数184を持つと予測されている。
化学的には軽い同族元素であるセリウムやトリウムと似ていると予測されている。しかし、相対論効果によりその特性の一部は異なる可能性がある。例えば、gブロックの超アクチノイド元素に位置づけられると考えられているが、基底状態電子配置は[Og] 7d1 8s2 8p1と予測されている。

## 歴史

### 合成の試み

#### 核融合蒸発
ウンビビウムを合成する最初の試みは、1972年にフリョロフらによりドゥブナ合同原子核研究所(JINR)で重イオン誘起熱核融合反応を用いて行われた。
238
92U + 66,68
30Zn → {\displaystyle \,_{122}^{304,306}\mathrm {Ubb} ^{*}} → no atoms
これらの実験はN = 184でZ > 120の安定の島の存在に関する初期の予測に基づいている。原子は検出されず、生成断面積の上限値5 nb (5,000 pb)が測定された。現在の結果（フレロビウム参照）は、これらの実験の感度が少なくとも3桁小さいことを示している。
2000年、重イオン研究所(GSI)はほぼ同様の実験を非常に高い感度で行った。
238
92U + 70
30Zn → {\displaystyle \,_{122}^{308}\mathrm {Ubb} ^{*}} → no atoms
これらの結果は、このような重い元素の合成は現在も重要な課題であり、ビーム強度と実験効率のさらなる改善が必要であることを示している。将来的により質の良い結果を得るためには、感度を1 fbまで上げる必要がある。
重イオン研究所では1978年にもウンビビウムを合成する試みが行われ失敗している。この実験では天然のエルビウムにキセノン136イオンを衝突させた。
nat
68Er + 136
54Xe → {\displaystyle \,^{298,300,302,303,304,306}\mathrm {Ubb} ^{*}} → no atoms
特に、170Erと136Xeの間の反応は、フレロビウムが安定の島の中心付近にあると予測されるため、半減期がマイクロ秒のアルファ放射体を生成しフレロビウムの同位体に崩壊し半減期がおそらく数時間まで増加すると予測された。12時間照射を行ったが、この反応では何も見つからなかった。238Uと65Cuからウンビウニウムを合成する似た失敗した試みとともに、超重原子核の半減期は1マイクロ未満もしくは断面積が非常に小さいと結論付けられた。超重元素の合成に関するより最近の研究では、両方の結論が真であることが示唆されている。1970年代のウンビビウムを合成する2つの試みは、2つとも超重元素が潜在的に自然発生するかどうかを調査する研究により推進された。

#### 複合核分裂
306Ubbなど様々な超重複合核の核分裂特性を研究するいくつかの実験が、2000年から2004年にドゥブナ合同原子核研究所で行われた。2つの核反応、248Cm + 58Feと242Pu + 64Niが用いられた。この結果から、超重核が主に132Sn (Z = 50, N = 82)などの閉殻核を放出することにより核分裂する過程が明らかになる。核融合-核分裂経路での収率は入射原子が48Caの場合と58Feの場合で類似しており、超重元素の形成における入射原子として58Feの使用の将来的な可能性を示唆している。

#### 将来
メンデレビウム以降のすべての元素は融合蒸発反応で生成され、2002年には知られているうちで最も重いオガネソンが発見され、最近では2010年にテネシンが発見された。これらの反応は現在の技術の限界に肉薄した。例えば、テネシンの合成には22ミリグラムの249Bkと高強度の48Caビームを6か月間使用しなければならなかった。超重元素研究におけるビーム強度は、ターゲットや検出器の損傷を防ぐために毎秒1012発を超えることはできず、もっと希少で不安定なアクチノイドのターゲットを大量に生成することは現実的ではない。結果的に今後の実験は、高い検出能力で長い時間実験することができ、他ではできない反応を可能にするドゥブナ合同原子核研究所(JINR)にある建設中の超重元素工場(SHE-factory)や理化学研究所のような施設で行わなければならない。
融合蒸発反応がウンビビウムやそれより重い元素の発見には適していない可能性もある。さまざまなモデルによりZ = 122 と N ~ 180の同位体のアルファ半減期と自発核分裂半減期はマイクロ秒以下のオーダーでもっと短くなることが予測されており、現在の装置では検出がほぼ不可能である。また、自発核分裂が優勢になることは、リバモリウムやオガネソンといった既知の原子核との結びつきを断ち切り、同定と確認をより困難にする可能性がある。同様の問題が、既知の原子核への錨を持たない294Ogの崩壊連鎖を確認するときに生じていた。これらの理由から、長寿命の原子核を生成することができる多核子移行反応など、他の生成方法の研究が必要になるかもしれない。同様の実験技術の切り替えは、Z > 113の元素を生成するために常温核融合（原子番号の増加に伴い、断面積が急速に減少する）の代わりに48Caを発射する高温核融合を用いられたときに生じている。
しかしながら、ウンビビウムに至るいくつかの核融合蒸発反応は、すでに試みられ失敗したものに加えていくつか提案されているが、すぐに合成の試みをする予定の研究所はなく、代わりに119, 120, およびおそらく121の元素に焦点を当てている。反応の非対称性により断面積が増加するため、特に、より中性子の多い生成物でN = 184で予測される閉じた中性子核になり、追加の安定性を与えることができる場合、クロムビームとカリホルニウムターゲットの組み合わせが最も都合がよい。特に54Crと252Cfの反応は複合核306Ubb*を生成し、N = 184の閉殻に到達するが、249Cfターゲットとの類似の反応は252Cfからの不要な核分裂生成物の存在と必要な量のターゲット物質の蓄積が困難さにより、より実現可能であると考えてられている。ウンビビウムの1つの可能性として以下のような合成が考えられる。
249
98Cf + 54
24Cr → {\displaystyle \,_{122}^{300}\mathrm {Ubb} } + 3 1
0n
この反応が成功し、アルファ崩壊が自発核分裂より支配的なままであれば、結果として得られる300Ubbは296Ubnを介して崩壊し、249Cfと50Tiの間の交差衝撃で生成される可能性がある。この反応は近い将来のウンビビウム合成のための最も有望な選択肢の1つであるが、最大断面積は3 fbと予測されており、成功した反応で測定された最も小さい断面積よりも1桁低い。より対称性の高い反応244Pu + 64Niおよび248Cm + 58Feも提案されており、多くの中性子の多い同位体を生成できるかもしれない。原子番号が大きくなるにつれて、核分裂障壁の高さが低くなることも注意する必要があり、その結果複合核の生存確率が低下し、特にZ = 126とN = 184で予測されたマジックナンバー以上になる。

### 自然発生元素として主張されている発見
2008年、イスラエルの物理学者Amnon Marinovが率いるヘブライ大学のグループが、自然起源のトリウム鉱床の中にトリウムに対して10−11から10−12の割合でウンビビウム292の単原子を発見したと主張した。これは1939年のマルグリット・ペレーによるフランシウムの発見以来、69年ぶりに自然界で新元素が発見されたと主張したものである。Marinovらの主張は科学界の一部から批判され、MarinovはNatureとNature Physicsに論文を提出したが、どちらも査読されず取り下げられたと話している。ウンビビウム292は超変形(en:superdeformation)もしくはhyperdeformation異性体であり、半減期は少なくとも1億年であると主張されている。
質量分析による軽いトリウム同位体の同定に用いられたとされるこの手法に対する批判が、2008年にPhysical Review Cで発表された。この後、Marinovのグループによる反論が再びPhysical Review Cに掲載された。
加速器質量分析(AMS)という優れた手法を用いたトリウム実験を繰り返し、感度を100倍向上させたものの結果を確認することはできなかった。この結果はトリウム、レントゲニウム、ウンビビウムの長寿命同位体に関するMarinoxの共同研究の結果に大きな疑念を投げかけるものである。現在の超重元素の理解を考えるとその可能性は非常に低いが、いくつかのトリウム試料中にウンビビウムの痕跡が存在する可能性がある。

### 名称
メンデレーエフの命名されておらず発見されていない元素に対する命名法を用いると、ウンビビウムは代わりにエカトリウムとなる。1979年のIUPACの勧告以降、この元素は正式に発見され合成され恒久的な名称が決定されるまでの暫定的な名称として、それ以降この元素は主にUbbという原子記号でウンビビウムと呼ばれる。科学者たちはこの命名規則をほぼ無視しており、代わりに単に(122)という記号を用いて元素122と呼ぶか、ときどきE122や122と呼ぶこともある。

## 予測される特性

### 核安定性と同位体

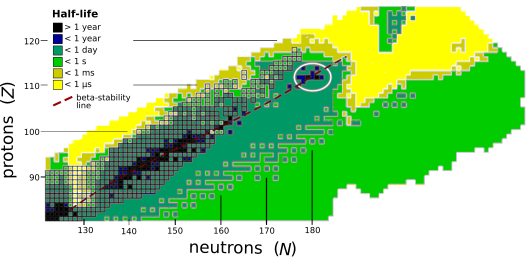
2010年にドゥブナのチームが使用した核種安定性の図。特徴的な同位体が境界線で示されている。元素118（知られている中で最後の元素であるオガネソン）を超えると、既知の核種の線は急速に不安定の領域に入ると予想され、元素121以降は半減期が1マイクロ秒を超えることはなく、ウンビビウムのような重い元素を同定することが難しくなる。楕円形の領域は安定の島により予測された位置を囲んでいる。

原子番号がプルトニウムよりも増加するとともに核の安定性は大きく下がるため、101より大きい原子番号を持つ全ての同位体はドブニウム268を除き1日未満の半減期で放射性崩壊する。原子番号が82を超える（鉛以降）元素には安定同位体がない。それにもかかわらず、まだ十分に理解されていない理由により、原子番号110–114の周辺にわずかに核の安定性があり、核物理学で安定の島として知られるものが現れる。カリフォルニア大学教授グレン・シーボーグにより提案されたこの概念は、超重元素が予測より長く続く理由を説明している。
周期表のこの領域では、N = 184が中性子の閉殻として提案されており、Z = 114, 120, 122, 124, 126などのさまざまな原子番号が閉じた陽子殻として提案されている。安定の島はこれらの魔法数の近くに位置する核の半減期が長いことを特徴とするが、陽子の閉殻効果が弱い可能性および二重魔法数でない可能性の予測により、安定化効果の範囲は不確かである。より最近の研究では、安定の島の中心にベータ安定コペルニシウム同位体291Cnや293Cnとなると予測しており、ウンビビウムは島のかなり上に位置し、殻効果に関係なく半減期が短くなると思われる。112-118番元素の安定性の向上は、この核の扁円形と自発核分裂に対する抵抗性にも起因している。また、同じモデルでは306Ubbを次の球状二重魔法核として提案されており、球状核の真の安定の島を定義している。

相互作用ボソン近似により予測される異なる形状の原子核の領域

量子トンネルモデルは、ウンビビウム同位体284–322Ubbのアルファ崩壊半減期が315Ubbより軽い全ての同位体でマイクロ秒のオーダーもしくはそれ以下であると予測し、この元素の実験的観測における重要な課題を強調している。1マイクロ秒の境界の正確な位置はモデルにより異なるが、これは多くの予測と一致している。さらに自発核分裂はこの領域で主要な崩壊モードになると予想され、陽子数・中性子数がともに偶数の偶偶核 (en:Even–even nuclides) のうちいくつかの半減期は、核子の偶数奇数の組み合わせにより生じる核分裂のしやすさと、魔法数から離れることによる安定化効果の減少により、フェムト秒オーダーの半減期が予測される。同位体280–339Ubbの半減期と確率的な崩壊系列に関する2016年に行われた計算では確証的な結果が得られており、280–297Ubbは非束縛陽子(proton unbound)であり、陽子放出により崩壊する可能性がある。298–314Ubbはマイクロ秒オーダーのアルファ半減期を持ち、 314Ubbより重いものは主に半減期の短い自発核分裂により崩壊する。核融合蒸発反応に取り込まれる可能性のある軽いアルファ放射体については、既知もしくは到達可能な軽い元素の同位体にいたる長い崩壊系列がいくつか予測される。さらに、N = 184の閉殻を超える中性子数の核結合エネルギー (en:Nuclear binding energy) が著しく低い結果として、同位体308–310Ubbの半減期は1マイクロ秒未満と予測されており、これは検出するには短すぎる。また、全ての半減期が約1秒である第2の安定の島がZ ~ 124およびN ~ 198の周辺に存在するかもしれないが、これらの原子核に到達することは現在の実験技術では難しいあるいは不可能である。しかし、これらの予測は選択された核質量モデルに強く依存しており、ウンビビウムのどの同位体が最も安定であるかは不明である。いずれにしても、これらの原子核は入手可能なターゲットと発射体の組み合わせでは複合核に十分な中性子を供給できないため、合成が困難である。核融合反応で到達可能な原子核であっても、自発核分裂やあるいはクラスタ崩壊にも重要な分岐がある可能性があり、通常連続したアルファ崩壊により同定される超重元素の同定に別のハードルをもたらす。

### 化学的性質
セリウムやトリウムより重い同族元素であり、ゆえに反応性が高い可能性はあるが似た化学的性質を持つと予測されている。さらに、ウンビビウムは新たなgブロックに属すると予測されているが、fブロックの左のgブロックの位置は推測によるものであり、5g軌道が埋まり始めるのは125番元素と予測される。予測される基底状態電子配置は[Og] 7d1 8s2 8p1および8s2 8p2であり、121番元素から5g軌道の電子を埋め始めると予測する[Og] 5g2 8s2とは対照的である。超アクチノイドでは、相対論効果が構造原理の崩壊を起こし、5g, 6f, 7dおよび8p軌道の重複を起こすことがある。コペルニシウムとフレロビウムの化学的性質に関する実験により、相対論効果の役割の増大が強く示された。そのため、ウンビビウムに続く元素の化学的性質を予測することはより難しくなる。
二酸化物のUbbO2、およびUbbF4やUbbCl4などの四ハロゲン化物を作る可能性が最も高いと思われる。主な酸化状態はセリウムやトリウムと同様にIVであると予測されている。第1イオン化エネルギーは5.651 eV、第2イオン化エネルギーは11.332 eVと予測されている。これや他の計算されたイオン化エネルギーはトリウムのものより低く、族が下の方にいくと反応性が増加する傾向は続く可能性を示している。